# Smile (TUBEのアルバム)
『Smile』（スマイル）は、日本のロックバンドであるTUBEの1作目のミニ・アルバム。
1992年4月15日にソニー・ミュージックレコーズからリリースされた。前作『湘南』（1991年）よりおよそ1年振りにリリースされた作品であり、全作詞を前田亘輝、全作曲を春畑道哉が手掛けサウンド・プロデュースはTUBE、総合プロデュースを長戸大幸が担当している。
本作は例年アルバムリリース前にコンサートツアーが開始されるため、ツアー前半の聴衆は新曲を聴くことが出来ないという問題を解決するため、フルアルバムリリース前の「ライブへの招待状」を目的として制作された作品である。そのためライブ演奏を前提とした楽曲のみが収録されたコンセプト・アルバムになっている。
本作はオリコンアルバムチャートにおいて最高位第2位となり、売り上げ枚数は20万枚を超えたため日本レコード協会からゴールド認定を受けている。また、本作収録曲である「Smile」は大成建設のコマーシャルソングとして使用された。

## 背景
11枚目のアルバム『湘南』（1991年）をリリースしたTUBEは、同作を受けたコンサートツアー「TUBE LIVE AROUND '91 楽園宣言」を同年4月13日の秦野市文化会館公演を皮切りに、7月14日の綾瀬市民会館公演まで41都市全47公演を実施した。またその後野外ライブツアー「TUBE LIVE AROUND SPECIAL '91 猛烈残暑」を7月25日の阪神甲子園球場公演を皮切りに8月31日の宜野湾市海浜公園野外劇場公演まで5都市全5公演を実施した。この時期にTUBEは夏季はバンドとして活動し、冬期はソロ活動を行うというルーチンが出来上がっており、野外ライブツアー終了後に前田亘輝と春畑道哉はすぐにソロ作品のためのレコーディングを開始することになった。TUBEのレコーディングは通常1月から開始され、1年の半分をスタジオ作業、残りの半分をコンサートツアーに費やすという流れになっていた。
前田は1991年12月1日にソロ2枚目となるシングル「Merry Christmas To You」をリリース、以前よりクリスマス・ソングに挑戦したいとの願望を抱いていた前田はソロにおいてその願望を成就することになり、翌1992年11月1日にも3枚目のシングルとして「Christmas For You」というクリスマス・ソングをリリースしている。この時期に前田はソロ活動とTUBEとしての活動に差異が感じられなくなってきており、TUBEの音楽性の幅が拡大したことやバンドとソロの楽曲を合計すると年間20曲以上の作詞を行わなければならない状態に陥り、「何か去年と変わってないよなぁ」と感じていた前田は1992年のソロ活動においてはシングルのリリースだけを行うことになった。一方で春畑はソロ活動において収穫する出来事が多くあり、和楽器を導入するために尺八の演奏家をレコーディングに招くなど様々な要素を試験的に導入することになった。

## 録音、制作
本作のレコーディングは1992年1月から観音崎マリンスタジオにおいて開始された。例年は都内でレコーディングが行われていたが、「スケジュールがきついだけに、ゆったりした環境で作ってみたいよね」というメンバーの提案を受け、海が見える同スタジオにおいて合宿の形式でレコーディングを行うことになった。落ち着いた気持ちでレコーディングを行うことができたことも影響し、春畑とキーボード担当の小野塚晃は共作で画期的な楽曲となる「湘南盆踊り」を制作し、それを聴いた角野は否定的な意見を述べたものの「何でもあり」の状態であったTUBEとしては没作品にはならず、アルバム収録は困難であるとの判断からシングル「ガラスのメモリーズ」のカップリング曲として収録されることになった。
また前年までの活動においてTUBEは新作アルバムのリリース前にコンサートツアーを開始していたため、セットリストが前年のアルバム収録曲を中心とした内容になってしまうことをメンバーは疑問視しており、新作が存在しないことからコンサートツアーのタイトルが決めづらいことや4月の段階でフルアルバムをリリースすることが日程的に困難であることを受け、議論の末にミニ・アルバムをリリースすることを決定した。元々TUBEのスケジュールは1年の前半にリリースが集中するためにレコーディング・スケジュールがハードなものとなっていたが、新作のリリース前にコンサートツアーに参加した聴衆はライブにおいて新曲を聴くことができないという事態があり、またファンからもツアー当初から新曲を演奏してほしいという要望が出されていたために「ライブに来てくれる人達に楽しんでもらいたい」という願望からライブにおいて盛り上がると思われる楽曲5曲を先行して本作に収録することになった。

## 音楽性とコンセプト
書籍『地球音楽ライブラリー チューブ 改訂版』によれば、本作のタイトルである「Smile」とは「Summer Music Invitation Live Everybody」の頭文字を並べたものになっていると記されている。タイトルが示す通り本作は「ライブへの招待状」のような意味合いを持ったライブ演奏を前提とした楽曲で構成されており、同書では「明快にして確固たるコンセプトを持つ作品である」とも記されている。またテレビや週刊誌における情報のみではTUBEが夏季にのみ登場するさわやかなバンドというイメージで固定されているため、ライブを前提とした作品であることに違和感を覚える人が多いかも知れないが実体は「羊の皮を被る狼である」と同書では指摘した上で、TUBEは年間50本のライブを行う「タフなロックバンド」でありライブへの招待状という意味合いの作品が存在意義を持つことに不思議はないと主張している。
1曲目の「Smile」は笑顔という意味と「Summer Music Invitation Live Everybody」という意味のダブルミーニングとなっており、書籍『地球音楽ライブラリー チューブ 改訂版』では歌詞中の「Smile」という言葉を「Live」に置き換えても問題ないと主張した上で、単純なように見えて深い意味を持つタイトルであることから「これも羊の皮を被る狼の一面だろう」と記している。また、1995年に発生した阪神・淡路大震災を受け、震災後にメンバーが現地に出向き同曲を歌唱している。「Smile」について音楽ライターである藤井徹貫は、夏ライブへの招待状の意味合いを持つ楽曲であると述べた他、笑うことで免疫力が高まることや笑顔を作ることで脳がドーパミンを放出することを例に挙げ、「その点では、幸せの素みたいな楽曲でもある」と述べている。2曲目「裸天女」はラテン音楽と哀愁感のあるメロディーで構成された楽曲であり、同書ではヒップホップにおいてもラテン音楽の要素が導入されていた2006年の段階において「リメイクしてもらいたい1曲」であると記している。藤井は2000年頃にキューバ音楽を題材とした映画『ブエナ・ビスタ・ソシアル・クラブ』（1999年）が世界的にヒットしラテン音楽が流行したことを例に挙げ、それよりもおよそ10年前にTUBEが同様の音楽性を導入していたことを指摘した。藤井は興味深い点として、TUBEがセルジオ・メンデスのような生粋のラテン音楽、サンタナのようなロック要素の強いラテン音楽、ロス・インディオスのようなムード歌謡要素の強いラテン音楽をそれぞれ吸収していることを挙げている。そのため「裸天女」は「TUBE以外の何者でもない音楽」として成立していると述べた他、「裸天女」という言葉の視覚的インパクトが大きいと述べている。また、同曲は次作のオリジナル・アルバム『納涼』（1992年）のジャケット撮影のためメンバーがジャマイカを訪れていた時に制作された。3曲目「一気・本気・元気」はTUBEとして初となるファンクをメインとした楽曲であり、同書では間奏のコールアンドレスポンスが本作のコンセプトの通りにライブを意識した構成になっていることを指摘した他、クラブシーンが隆盛であった2006年の段階でリミックスしてほしい楽曲であると主張している。4曲目「Remember Summer」は男の未練を題材とした楽曲であり、同書では「しみったれないところがTUBEである」と記している。5曲目「さよならの唄」はハーモニカおよびタンバリン、ベース、アコースティック・ギターによる演奏となっており、同書ではライブ中盤におけるアコースティック・コーナーもしくはアンコールの最終曲としても使用出来ると予測した他、曲中に導入されている「LaLaLa」というコーラスの部分が聴衆の大合唱になることを予測したフレーズであると記している。

## リリース、批評、チャート成績、ツアー
| 専門評論家によるレビュー | 専門評論家によるレビュー |
| レビュー・スコア         | レビュー・スコア         |
| 出典                     | 評価                     |
| ------------------------ | ------------------------ |
| CDジャーナル             | 肯定的                   |

本作は1992年4月15日にソニー・ミュージックレコーズからCDおよびCTの2形態でリリースされた。本作の帯に記載されたキャッチフレーズは「夏は来ぬ 笑顔でノリきる暑さかな・・・・・チューブ」であった。本作収録曲である「Smile」が大成建設のコマーシャルソングとして使用された。本作を受けたコンサートツアーは「TUBE LIVE AROUND '92 I Love Your Smile」と題して、1992年4月26日の綾瀬市文化会館公演を皮切りに、同年7月15日の厚木市文化会館公演まで39都市全45公演が行われた。
音楽情報サイト『CDジャーナル』では、本作について夏本番前のウォーミングアップに最適であると指摘した上で、「梅雨空なんてぶっ飛ばす、なんとも言えない清涼感と甘酸っぱい切なさを盛り込んだTUBE100％の爽快なアルバム」であると肯定的に評価した。本作はオリコンアルバムチャートにて最高位第2位の登場週数13回で売り上げ枚数は29.4万枚となった。2003年7月2日にはCD盤のみ再リリースされている。

## 収録曲
- CDブックレットに記載されたクレジットを参照[20]。

| #         | タイトル             | 作詞      | 作曲      | 編曲      | 時間  |
| --------- | -------------------- | --------- | --------- | --------- | ----- |
| 1.        | 「Smile」            | 前田亘輝  | 春畑道哉  | TUBE      | 4:30  |
| 2.        | 「裸天女」           | 前田亘輝  | 春畑道哉  | TUBE      | 3:26  |
| 3.        | 「一気・本気・元気」 | 前田亘輝  | 春畑道哉  | TUBE      | 5:21  |
| 合計時間: | 合計時間:            | 合計時間: | 合計時間: | 合計時間: | 13:17 |

| #         | タイトル            | 作詞      | 作曲      | 編曲      | 時間 |
| --------- | ------------------- | --------- | --------- | --------- | ---- |
| 4.        | 「Remember Summer」 | 前田亘輝  | 春畑道哉  | TUBE      | 4:35 |
| 5.        | 「さよならの唄」    | 前田亘輝  | 春畑道哉  | TUBE      | 4:05 |
| 合計時間: | 合計時間:           | 合計時間: | 合計時間: | 合計時間: | 8:40 |

## スタッフ・クレジット
- CDブックレットに記載されたクレジットを参照[21]。

### TUBE
- 前田亘輝
- 春畑道哉
- 角野秀行
- 松本玲二

### 参加ミュージシャン
- 沓野行秀 – パーカッション
- 小野塚“ビッグフェイス”晃 – キーボード、サウンド・アドバイザー
- KATSUWO – サックス
- 伊藤“リンダ”一義 – コーラス
- 栗林誠一郎 – コーラス

### 録音スタッフ
- TUBE – サウンド・プロデューサー
- 長戸大幸（ビーイング） – プロデューサー
- 小松久（ビーイング） – ディレクター
- 長田栄（ビーイング） – コ・ディレクター
- 相原雅之（ティーズスタジオ） – エンジニア
- 三橋真理（ティーズスタジオ） – アシスタント・エンジニア
- 高桑心（ティーズスタジオ） – アシスタント・エンジニア
- 青木良樹（スタジオバードマン） – アシスタント・エンジニア
- 高橋誠（スタジオバードマン） – アシスタント・エンジニア
- 中島拓生（マリンスタジオ） – アシスタント・エンジニア
- 笠井鉄平 – マスタリング・エンジニア

### 美術スタッフ
- 鈴木謙一（ビー・プランニング） – デザイン
- いしかわこういち（ビー・プランニング） – アシスタント

### その他スタッフ
- 津田敏忠（ホワイトミュージック） – マネージメント・スタッフ
- 会川聡（ぐあんばーる） – マネージメント・スタッフ
- Ading – プロモーション・オフィス
- システムクラフト – サンクス
- モリダイラ楽器 – サンクス
- フェルナンデス – サンクス
- プロマーク（英語版） – サンクス
- ヤマハ R&D – サンクス
- 橋爪健康（ソニー・ミュージックエンタテインメント） – エグゼクティブ・プロデューサー
- 菅原潤一（ぐあんばーる） – エグゼクティブ・プロデューサー

## チャート、認定
| チャート         | 最高順位 | 登場週数 | 売上数   | 規格   | 出典  |
| ---------------- | -------- | -------- | -------- | ------ | ----- |
| 日本（オリコン） | 2位      | 13回     | 29.4万枚 | CD, CT | [ 2 ] |

| 国/地域 | 認定組織         | 認定     | 売上数   | 出典  |
| ------- | ---------------- | -------- | -------- | ----- |
| 日本    | 日本レコード協会 | ゴールド | 200,000+ | [ 3 ] |

## リリース日一覧
| No. | リリース日    | レーベル                                     | 規格         | カタログ番号 | 備考                   | 出典                       |
| --- | ------------- | -------------------------------------------- | ------------ | ------------ | ---------------------- | -------------------------- |
| 1   | 1992年4月15日 | ソニー・ミュージックレコーズ                 | CD           | SRCL-2368    |                        | [ 2 ] [ 22 ] [ 17 ] [ 23 ] |
| 2   | 1992年4月15日 | ソニー・ミュージックレコーズ                 | CT           | SRTL-1810    |                        | [ 2 ] [ 22 ]               |
| 3   | 2003年7月2日  | ソニー・ミュージックアソシエイテッドレコーズ | CD           | AICL-1461    |                        | [ 22 ] [ 24 ] [ 25 ]       |
| 4   | 2012年11月7日 | ソニー・ミュージックレーベルズ               | AAC-LC       | -            | デジタル・ダウンロード | [ 26 ]                     |
| 5   | 2012年11月7日 | ソニー・ミュージックレーベルズ               | ロスレスFLAC | -            | デジタル・ダウンロード | [ 27 ]                     |